# Ủy ban Condon

Ấn bản bìa mềm thị trường phổ thông của Báo cáo Condon, được xuất bản bởi New York Times/Bantam Books (tháng 1 năm 1969), 965 trang.

Ủy ban Condon là tên gọi không chính thức của Dự án UFO Đại học Colorado, một nhóm được Không quân Mỹ tài trợ từ năm 1966 đến năm 1968 tại Đại học Colorado để nghiên cứu vật thể bay không xác định dưới sự chỉ đạo của nhà vật lý Edward Condon.  Kết quả nghiên cứu đã đưa đến cái tên chính thức là Nghiên cứu Khoa học về Vật thể bay Không xác định, và được gọi là Báo cáo Condon, xuất hiện vào năm 1968.
Sau khi kiểm tra hàng trăm hồ sơ UFO từ Dự án Blue Book của Không quân và từ các nhóm UFO dân sự như Ủy ban Điều tra Quốc gia về Hiện tượng Không trung (NICAP) và Tổ chức Nghiên cứu Hiện tượng Không trung (APRO), và điều tra các trường hợp nhìn thấy được báo cáo trong suốt cuộc đời của Dự án, Ủy ban đã tạo ra một Báo cáo Cuối cùng cho biết nghiên cứu về UFO khó có thể mang lại những khám phá khoa học lớn.
Các kết luận của Báo cáo thường được cộng đồng khoa học hoan nghênh và đã được trích dẫn là một yếu tố quyết định đối với mức độ quan tâm thấp đối với hoạt động UFO giữa các học giả kể từ thời điểm đó. Theo một nhà phê bình chính của Báo cáo, đó là "tài liệu công cộng có ảnh hưởng nhất liên quan đến tình trạng khoa học của vấn đề UFO này. Do đó, tất cả các công trình khoa học hiện tại về vấn đề UFO phải tham khảo đến Báo cáo Condon".

## Bối cảnh
Bắt đầu từ năm 1947 với Dự án Sign, sau đó trở thành Dự án Grudge và cuối cùng là Dự án Blue Book, Không quân Mỹ đã tiến hành các nghiên cứu chính thức về UFO, một chủ đề được công chúng và một số nhân viên chính phủ quan tâm đáng kể. Blue Book đã bị chỉ trích ngày càng tăng trong những năm 1960. Số lượng các nhà phê bình ngày càng nhiều—bao gồm các chính trị gia, nhà báo, nhà nghiên cứu UFO, nhà khoa học Mỹ và một số dư luận nói chung—đều cho rằng Blue Book đang tiến hành kém chất lượng, nghiên cứu không được hỗ trợ hoặc tiếp tục che đậy. Không quân không muốn tiếp tục nghiên cứu riêng của mình nhưng không muốn chấm dứt các nghiên cứu để gây ra những lời tố cáo bổ sung về việc che đậy. UFO đã trở thành một vấn đề gây tranh cãi đến mức không có cơ quan chính phủ nào khác sẵn sàng thực hiện các nghiên cứu về UFO.
Sau làn sóng báo cáo về UFO vào năm 1965, nhà thiên văn học và nhà tư vấn Blue Book J. Allen Hynek đã viết một lá thư cho Ủy ban Cố vấn Khoa học Không quân (AFSAB) đề nghị lập ra một ban hội thẩm nhóm họp nhằm kiểm tra lại Blue Book. AFSAB đã đồng ý và ủy ban được hình thành do Brian O'Brien làm chủ tịch, được triệu tập trong một ngày vào tháng 2 năm 1966 và đề xuất các nghiên cứu về UFO nên được thực hiện "chi tiết và sâu hơn nữa để có thể thực hiện việc xác định ngày tháng" và Không quân Mỹ nên làm việc "với một vài trường đại học được chọn nhằm cung cấp các nhóm nhà khoa học" cho việc nghiên cứu UFO. Ủy ban đề xuất rằng khoảng 100 vụ chứng kiến UFO được ghi chép lại khá tốt nên được nghiên cứu hàng năm, với khoảng 10 ngày làm việc cho mỗi trường hợp.
Tại phiên điều trần UFO của Quốc hội vào ngày 5 tháng 4 năm 1966, Bộ trưởng Không quân Harold Brown đã đứng ra biện minh cho các nghiên cứu về UFO của Không quân và lặp lại lời kêu gọi nghiên cứu thêm nữa của Ủy ban O'Brien. Hynek lặp lại lời kêu gọi "một ban gồm các nhà khoa học vật lý và xã hội dân sự" để "kiểm tra vấn đề UFO một cách nghiêm túc nhằm mục đích xác định xem liệu có tồn tại một vấn đề lớn nào hay không." Ngay sau phiên điều trần, Không quân tuyên bố họ đang tìm kiếm một hoặc nhiều trường đại học để thực hiện một nghiên cứu về UFO. Không quân muốn có một số nhóm, nhưng phải mất một thời gian để tìm thấy ngay cả một trường duy nhất sẵn sàng chấp nhận đề nghị của Không quân. Cả Hynek và James E. McDonald đều đề xuất các cơ sở riêng của họ, Đại học Northwestern và Đại học Arizona, và những người khác đề nghị nhà thiên văn học Donald Menzel. Tất cả đều được đánh giá quá chặt chẽ về việc liên minh với vị thế này hay vị thế khác. Walter Orr Roberts, giám đốc Trung tâm Nghiên cứu Khí quyển Quốc gia và Menzel đề nghị chọn nhà vật lý Edward Condon của Đại học Colorado.
Vào mùa hè năm 1966, Condon đã đồng ý xem xét lời đề nghị của Không quân. Ông là một trong những nhà khoa học nổi tiếng nhất và xuất sắc nhất trong thời đại của mình. Những cuộc đối đầu ngoan cường của Condon với Ủy ban Hoạt động phi Mỹ thuộc Hạ viện Hoa Kỳ và các Ban Trung thành của chính phủ khác trong những năm 1940 và 1950 đã khiến ông trở thành "gần như huyền thoại" trong số các nhà khoa học đồng nghiệp. Thay mặt Condon, Robert J. Low, trợ lý chủ nhiệm khoa chương trình sau đại học của trường đại học, đã tìm hiểu phản ứng của giảng viên đối với dự án được đề xuất và thấy nó hỗn tạp và thận trọng. Ông cố gắng trấn an những người thấy việc làm khó khăn này không xứng đáng với cuộc điều tra khoa học. Low nói với tờ Denver Post  rằng dự án đã đáp ứng ngưỡng chấp nhận của Đại học bằng cách thu hẹp lợi nhuận và được chấp nhận phần lớn vì khó nói không với Không quân. Một số người cho rằng tài chính là yếu tố quyết định của Colorado nhằm chấp nhận đề nghị trị giá 313.000 đô la của Không quân cho dự án. Condon đã bác bỏ đề nghị này, lưu ý rằng 313.000 đô la là một ngân sách khá khiêm tốn cho một cam kết dự kiến kéo dài hơn một năm với đội ngũ nhân viên hơn chục người.
Ngày 6 tháng 10 năm 1966, Đại học Colorado đã đồng ý thực hiện nghiên cứu UFO, với Condon là giám đốc, Low là điều phối viên, và Saunders cùng nhà thiên văn học Franklin E. Roach làm điều tra viên chính. Không quân tuyên bố việc lựa chọn Condon và Đại học Colorado vào tháng 10 năm 1966. Các thành viên khác của Ủy ban bao gồm nhà thiên văn học William K. Hartmann; nhà tâm lý học Michael Wertheimer, Dan Culbertson và James Wadsworth, một học viên cao học; nhà hóa học Roy Craig; kỹ sư điện Norman Levine và nhà vật lý Frederick Ayer. Một số nhà khoa học hoặc chuyên gia khác phục vụ trong vai trò bán thời gian và tạm thời hoặc là chuyên gia tư vấn. Phản ứng của công chúng đối với thông báo của Ủy ban nhìn chung là tích cực.
Khi Dự án được công bố, tờ The Nation, đã bình luận: "Nếu Tiến sĩ Condon và các cộng sự của ông nghĩ ra bất cứ điều gì ít hơn những người da xanh nhỏ bé đến từ Sao Hỏa, họ sẽ bị đóng đinh."

## Công việc của Ủy ban
Tháng 11 năm 1966, cựu Thiếu tá USMC Donald Keyhoe và Richard H. Hall, đều là thành viên NICAP, đã thông báo sơ lược cho Ủy ban. Họ đồng ý chia sẻ hồ sơ nghiên cứu của NICAP và để cải thiện việc thu thập các báo cáo về UFO. Ủy ban cũng bảo đảm sự giúp đỡ từ APRO, một nhóm nghiên cứu UFO dân sự khác. Ủy ban tiến triển chậm chạp, bị cản trở bởi những bất đồng về việc sử dụng vốn và phương pháp luận. Bằng cách thuê những người không có vị trí ưu tiên về UFO, nhân viên Ủy ban thiếu chuyên môn và sự tinh thông về chủ đề này. Khi họ bắt đầu phân tích, các thành viên Ủy ban thường làm việc mà không phối hợp với nhau. Từng người một đều chấp nhận những cách tiếp cận đa dạng, đặc biệt là đối với giả thuyết ngoài Trái Đất (ETH).
Vào cuối tháng 1 năm 1967, Condon đã nói trong một bài giảng rằng ông nghĩ rằng chính phủ không nên nghiên cứu UFO vì chủ đề này là 'vô nghĩa', thêm vào đó, "nhưng tôi không nên đưa ra kết luận này trong vòng một năm nữa." Một thành viên NICAP đã từ chức khỏi NICAP để phản đối và Saunders đã đối chất với Condon để bày tỏ mối lo ngại của mình rằng sự rút lui của NICAP sẽ loại bỏ một nguồn hồ sơ vụ việc có giá trị và gây thiệt hại cho công chúng.

### Tranh cãi về biên bản Low
Tháng 7 năm 1967, James E. McDonald, một người tin tưởng vào tính hợp lệ của những vụ chứng kiến UFO, đã được một thành viên Ủy ban cho biết về một biên bản mà Low viết vào ngày 9 tháng 8 năm 1966, trong đó ông trấn an hai quản trị viên của Đại học Colorado rằng họ có thể mong đợi nghiên cứu để chứng minh rằng các quan sát UFO không có cơ sở trong thực tế. McDonald, sau khi tìm thấy một bản sao của biên bản trong đống hồ sơ công khai của dự án, đã viết cho Condon, trích dẫn một vài dòng từ nó.
Phản ứng với biên bản này, vào ngày 30 tháng 4 năm 1968, NICAP liền cắt đứt quan hệ với Ủy ban và Keyhoe đã đem lưu hành các bản sao của biên bản Low. Báo chí đưa tin bao gồm một bài báo trong số ra tháng 5 năm 1968 của tạp chí Look, "Flying Saucer Fiasco", đăng các cuộc phỏng vấn với Saunders và Levine, mô tả chi tiết về cuộc tranh cãi và mô tả dự án là một "tiểu xảo 500.000 đô la." Condon trả lời rằng bài báo đó chứa "sự giả dối và sự xuyên tạc." Các tạp chí khoa học và kỹ thuật đã đưa tin về cuộc tranh cãi này. Hạ Nghị sĩ J. Edward Roush nói rằng bài báo trên Look đã nêu lên "những nghi ngờ nghiêm trọng về tính khoa học và tính khách quan của dự án." Ông đã tổ chức một phiên điều trần dưới sự chủ trì của các nhà phê bình của Dự án. Low bị sa thải khỏi Dự án vào tháng 5 năm 1968.
Một số nhà phê bình sau này về công việc của Ủy ban đã thấy rất ít lý do để tạo ra nhiều biên bản. Thành viên ủy ban David Saunders đã viết rằng "nói về Low với tư cách là một kẻ chủ mưu hay âm mưu là không công bằng và hầu như không chính xác." Điều tra viên dự án Roy Craig sau này đã viết rằng biên bản không gây rắc rối cho anh ta vì Condon đã không biết đến biên bản Low trong mười tám tháng và nó không phản ánh quan điểm của anh ta. Condon đã viết trong Báo cáo Cuối cùng của Dự án rằng đoạn mô tả trong biên bản của Dự án về việc nhấn mạnh "tâm lý học và xã hội học" của những người báo cáo về việc nhìn thấy UFO cho thấy Low đã hoàn toàn hiểu nhầm Dự án như thế nào khi ông viết biên bản này.

### Những tháng cuối cùng
Mặc dù đã rút NICAP khỏi Dự án, các thành viên của Mạng lưới Cảnh báo Sớm vẫn tiếp tục báo cáo những vụ chứng kiến UFO cho giới điều tra viên, cũng như giới nhà báo.
Giới khoa học dự đoán rằng Ủy ban sẽ đề nghị chống lại việc tiếp tục nghiên cứu UFO của chính phủ đã vội vã từ chối bản in của họ trước Báo cáo Cuối cùng của Ủy ban. Với tên gọi UFO's? Yes! do chính Saunders viết ra, nó đặt câu hỏi liệu CIA có muốn chuyển hướng sự chú ý của công chúng khỏi UFO hay không. Nó đã sử dụng ba trường hợp để làm cho giả thuyết về hoạt động ngoài Trái Đất. Điều tra viên dự án Roy Craig về sau đã mô tả từng trường hợp "hoàn toàn vô nghĩa," "rất đáng ngờ," và không giải thích được nhưng rất yếu.

## Báo cáo của Ủy ban
Ủy ban đã gửi bản Báo cáo cho Không quân vào tháng 11 năm 1968, phát hành vào tháng 1 năm 1969. Báo cáo này dày tới 1.485 trang bản bìa cứng và 965 trang bản bìa mềm, chia các trường hợp UFO thành năm loại: những báo cáo UFO cũ từ trước khi Ủy ban được triệu tập, báo cáo mới, trường hợp chụp ảnh, trường hợp radar/hình ảnh và UFO được báo cáo bởi các phi hành gia. Một số trường hợp UFO rơi vào nhiều loại. Condon là tác giả của 6 trang "kết luận và khuyến nghị," một "bản tóm tắt" 43 trang, và phần lịch sử 50 trang viết về các hiện tượng và nghiên cứu UFO trong hai mươi năm trước đó.
Trong phần giới thiệu "Kết luận và Khuyến nghị" của mình, Condon đã viết: "Kết luận chung của chúng tôi là không có gì đến từ nghiên cứu về UFO trong 21 năm qua đã bổ sung kiến thức khoa học. Xem xét cẩn thận hồ sơ có sẵn cho chúng tôi đã dẫn chúng tôi đưa ra lời kết luận rằng nghiên cứu sâu rộng hơn về UFO có lẽ không thể được chứng minh với hy vọng rằng khoa học sẽ tiến bộ nhờ đó." Ông cũng đề nghị chống lại việc tạo ra một chương trình của chính phủ để điều tra các báo cáo về UFO. Ông cũng mô tả vấn đề phải đối mặt với cộng đồng khoa học, rằng mỗi nhà khoa học phải tự đánh giá hồ sơ và rằng khuyến nghị của Báo cáo chống lại nghiên cứu tiếp theo "có thể không đúng với mọi thời đại." He Ông khuyên rằng các cơ quan chính phủ và cơ sở tư nhân "phải sẵn sàng xem xét các đề xuất nghiên cứu về UFO...trên cơ sở cởi mở, không thành kiến....[T]ừng trường hợp cá nhân nên được xem xét cẩn thận về giá trị riêng của nó." Đặc biệt, Báo cáo lưu ý rằng có những lỗ hổng về kiến thức khoa học trong các lĩnh vực "quang học khí quyển, bao gồm truyền sóng vô tuyến và điện khí quyển" có thể được hưởng lợi từ nghiên cứu sâu hơn trong lĩnh vực UFO.
Báo cáo chi tiết 59 trường hợp nghiên cứu, mặc dù vì lý do pháp lý, địa điểm của họ đã bị thay đổi. biên tập viên khoa học của tờ New York Times là Walter Sullivan, trong bài giới thiệu về phiên bản Báo cáo đã xuất bản, cho biết loạt bài "đọc giống như một bộ sưu tập các tập phim Sherlock Holmes thời hiện đại, ngoài đời thực. người đọc được thưởng thức phương pháp khoa học, mặc dù các trường hợp thường bất chấp mọi thứ tiếp cận phân tích suy diễn." Sáu chương bao gồm các nghiên cứu thực địa về bằng chứng vật lý như ảnh hưởng điện từ, và radar và hình ảnh. Một người đối xử với các quan sát của các phi hành gia Hoa Kỳ.
Đáng chú ý là trong trường hợp 02 trong Phần IV, Chương 2, báo cáo cho biết về sự kiện Lakenheath-Bentwaters: "Tóm lại, mặc dù giải thích thông thường hoặc tự nhiên chắc chắn không thể loại trừ, xác suất xảy ra trong trường hợp này có vẻ thấp ít nhất một UFO chính hãng có liên quan dường như khá cao." 
Ngay cả trước khi hoàn thành, Không quân đã yêu cầu Viện Hàn lâm Khoa học Quốc gia "đưa ra đánh giá độc lập về phạm vi, phương pháp và kết quả nghiên cứu" của Ủy ban. Một hội thảo do nhà thiên văn học Yale là Gerald M. Clemence chủ trì đã nghiên cứu Báo cáo trong sáu tuần và kết luận rằng "trên cơ sở kiến thức hiện tại, lời giải thích ít có khả năng nhất về UFO là giả thuyết về các chuyến thăm ngoài trái đất của những sinh vật thông minh" và "không có ưu tiên cao trong các cuộc điều tra UFO được bảo đảm bởi dữ liệu của hai thập kỷ qua."
Đáp lại những phát hiện của Báo cáo, Không quân đã đóng Dự án Blue Book, được thành lập vào tháng 3 năm 1952, vào ngày 17 tháng 12 năm 1969.

## Đánh giá
Báo cáo đã nhận được sự đón nhận hỗn hợp từ các nhà khoa học và tạp chí học thuật, trong khi nhận được "lời khen gần như phổ biến từ giới truyền thông". Nhiều tờ báo, tạp chí và tập san đã cho đăng các bài phê bình hoặc bài xã luận với sự hài lòng liên quan đến Báo cáo Condon. Một số so sánh bất kỳ niềm tin nào tiếp tục vào UFO với niềm tin rằng Trái Đất phẳng. Những người khác dự đoán sự quan tâm về UFO sẽ suy yếu dần và trong một vài thế hệ chỉ được nhớ đến một cách mờ nhạt. Science, ấn phẩm chính thức của Hiệp hội Tiến bộ Khoa học Mỹ, cho biết "Nghiên cứu Colorado chắc chắn là cuộc điều tra kỹ lưỡng và tinh vi nhất về hiện tượng UFO mơ hồ từng được tiến hành."
Trong số ra ngày 8 tháng 3 năm 1969 của tờ Nature đã đưa ra một lời đánh giá chung tích cực về Báo cáo Condon, nhưng tự hỏi tại sao rất nhiều nỗ lực đã được dành cho một chủ đề như vậy: "Dự án Colorado là một thành tựu hoành tráng, nhưng có lẽ là một sự khéo léo bị áp dụng sai. không nghi ngờ gì khi so sánh nó với những nỗ lực của các thế kỷ trước để tính toán có bao nhiêu thiên thần có thể cân bằng điểm mấu chốt; giống như dùng búa tạ để đập vỡ quả hạch, ngoại trừ việc các loại hạch sẽ hoàn toàn miễn nhiễm với tác động của nó." Ngày 8 tháng 1 năm 1969, tờ New York Times đã đưa bản tin lên trên trang nhất: "U.F.O. Finding: No Visits From Afar." Nó cho rằng dựa trên Báo cáo, ETH cuối cùng có thể bị loại bỏ và tất cả các báo cáo về UFO đều có lời giải thích thông thường. Bài báo cũng lưu ý rằng bản Báo cáo này có những người chỉ trích, nhưng đặc điểm của họ là "những kẻ đam mê U.F.O."
Các nhà phê bình đã đưa ra trường hợp của họ nhiều lần mà không được chính phủ hỗ trợ điều mà họ tìm kiếm. Một người mô tả Báo cáo là "một tập hợp các bài báo độc lập không được sắp xếp về các chủ đề khác nhau, một nhóm thiểu số liên quan đến UFO." Hynek mô tả Báo cáo là "một thứ đồ sộ, lan man, kém tổ chức" và viết rằng "chưa đến một nửa...có nhắc đến việc điều tra các báo cáo về UFO." Trong số ra ngày 14 tháng 4 năm 1969 của tờ Scientific Research, Robert L. M. Baker, Jr. đã viết rằng Báo cáo của Ủy ban Condon "dường như biện minh cho việc điều tra khoa học dọc theo nhiều ranh giới chuyên biệt và toàn thể." Trong số ra tháng 12 năm 1969 của tờ Physics Today, cố vấn của Ủy ban Gerald Rothberg đã viết rằng ông đã điều tra kỹ lưỡng về 100 trường hợp UFO, ba trong số bốn trong số đó khiến ông hoang mang. Ông nghĩ rằng "dư âm của các báo cáo không giải thích được [chỉ ra một] cuộc tranh cãi khoa học hợp pháp."  Giới phê bình buộc tội rằng bản tóm lược vụ việc của Condon là không chính xác hoặc sai lệch với các báo cáo bí ẩn "bị chôn vùi" trong số các trường hợp được xác nhận.
Vào tháng 12 năm 1969, nhà vật lý James E. McDonald đã gọi bản Báo cáo này "không đầy đủ" và nói "nó đại diện cho một cuộc khảo sát chỉ một phần rất nhỏ trong các báo cáo về UFO khó hiểu nhất trong hai thập kỷ qua, và mức độ tranh luận khoa học của nó là hoàn toàn không thỏa đáng." Trong số ra năm 1969 của Tạp chí Vật lý Hoa Kỳ, Thornton Page đã xem xét Báo cáo Condon và viết: "Người không chuyên môn thông minh có thể (và làm) chỉ ra lỗ hổng logic trong kết luận của Condon dựa trên mẫu nhỏ (và được chọn) theo thống kê, Ngay cả trong mẫu này, một khuôn khổ nhất quán có thể được nhận ra, nó bị 'chính quyền' phớt lờ, rồi sau đó hòa trộn 'trọng tội' của họ bằng cách khuyến nghị rằng không thu thập thêm dữ liệu quan sát nào nữa."
Vào tháng 11 năm 1970, Viện Hàng không và Du hành vũ trụ Mỹ thường đồng ý với đề xuất của Condon rằng rất ít giá trị đã được khám phá bởi các nghiên cứu khoa học về UFO, nhưng "không tìm thấy cơ sở trong báo cáo về dự đoán của [Condon] rằng sẽ không có giá trị khoa học nào làm xuất hiện các nghiên cứu thêm."

### Phê bình chủ yếu
Nhà thiên văn học J. Allen Hynek đã viết rằng bản "Báo cáo Condon chẳng giải quyết được gì cả." Ông gọi phần đề tựa của Condon đã "bày tỏ quan điểm một cách kỳ lạ" và viết rằng nó "tránh đề cập rằng được lồng vào sâu trong lòng bản báo cáo một bí ẩn còn lại, rằng ủy ban đã không thể đưa ra những lời giải thích thỏa đáng cho hơn một phần tư các trường hợp được kiểm chứng." Hynek cho rằng "Condon không hiểu bản chất và phạm vi của vấn đề" mà ông ta đang nghiên cứu và phản đối ý kiến cho rằng chỉ có sự sống ngoài trái đất mới có thể giải thích hoạt động của UFO. Bằng cách tập trung vào giả thuyết này, ông đã viết, Báo cáo "đã không cố gắng xác định liệu UFO có thực sự là một vấn đề đối với nhà khoa học hay không, cho dù là về mặt vật chất hay xã hội."
Nhà vật lý thiên văn Peter A. Sturrock đã viết rằng "các đánh giá quan trọng...đều đến từ các nhà khoa học thực sự tiến hành nghiên cứu về lĩnh vực UFO, trong khi các đánh giá khen ngợi đến từ các nhà khoa học không thực hiện nghiên cứu như vậy." Ví dụ, Sturrock lưu ý một trường hợp trong đó một UFO được cho là siêu âm không tạo ra tiếng nổ siêu thanh. Ông lưu ý rằng "chúng ta không nên cho rằng một nền văn minh tiên tiến hơn không thể tìm ra cách nào đó để di chuyển với tốc độ siêu thanh mà không tạo ra tiếng nổ siêu thanh."